# 广西壮族自治区经济

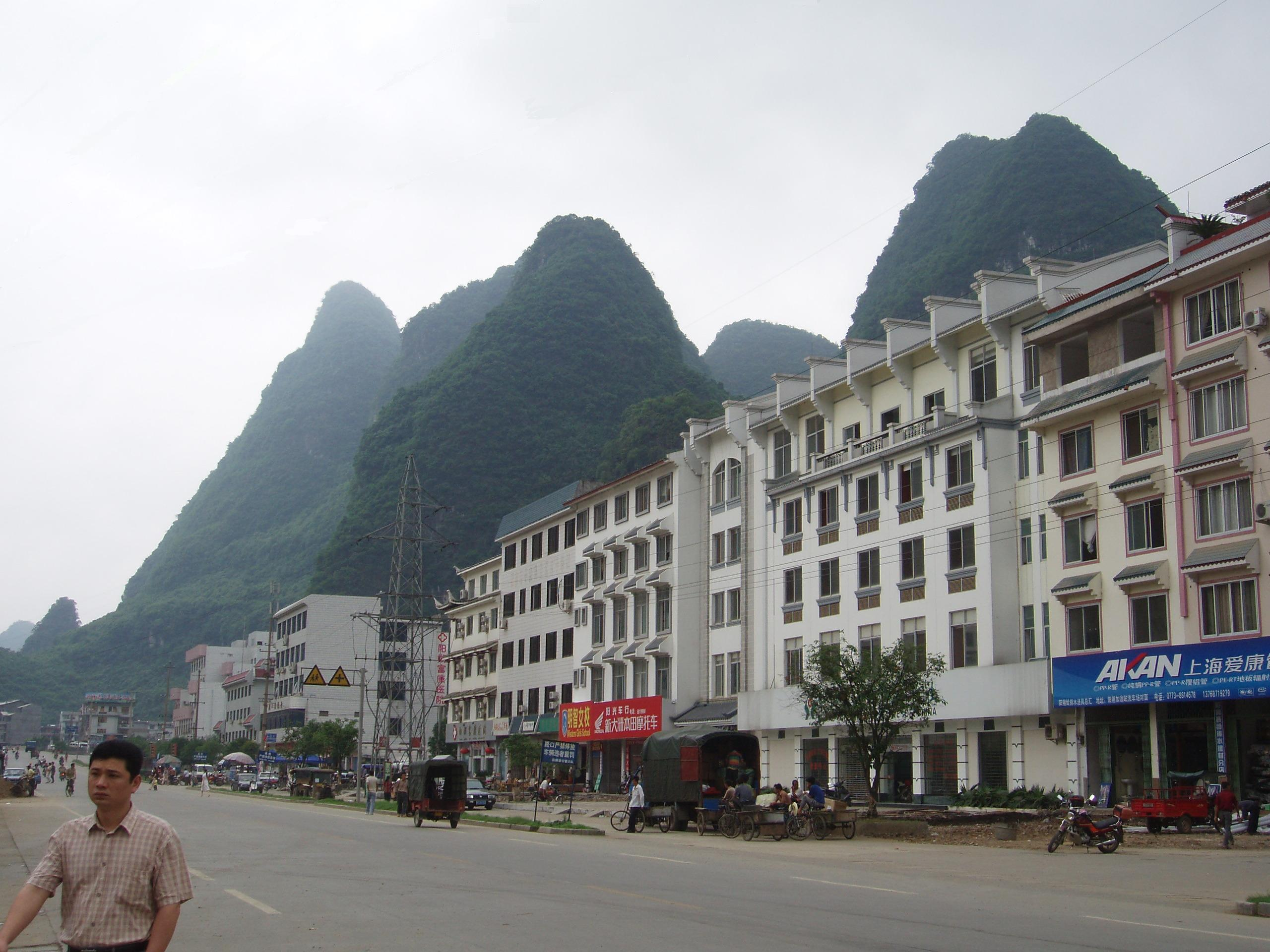
桂林山水的旅遊業

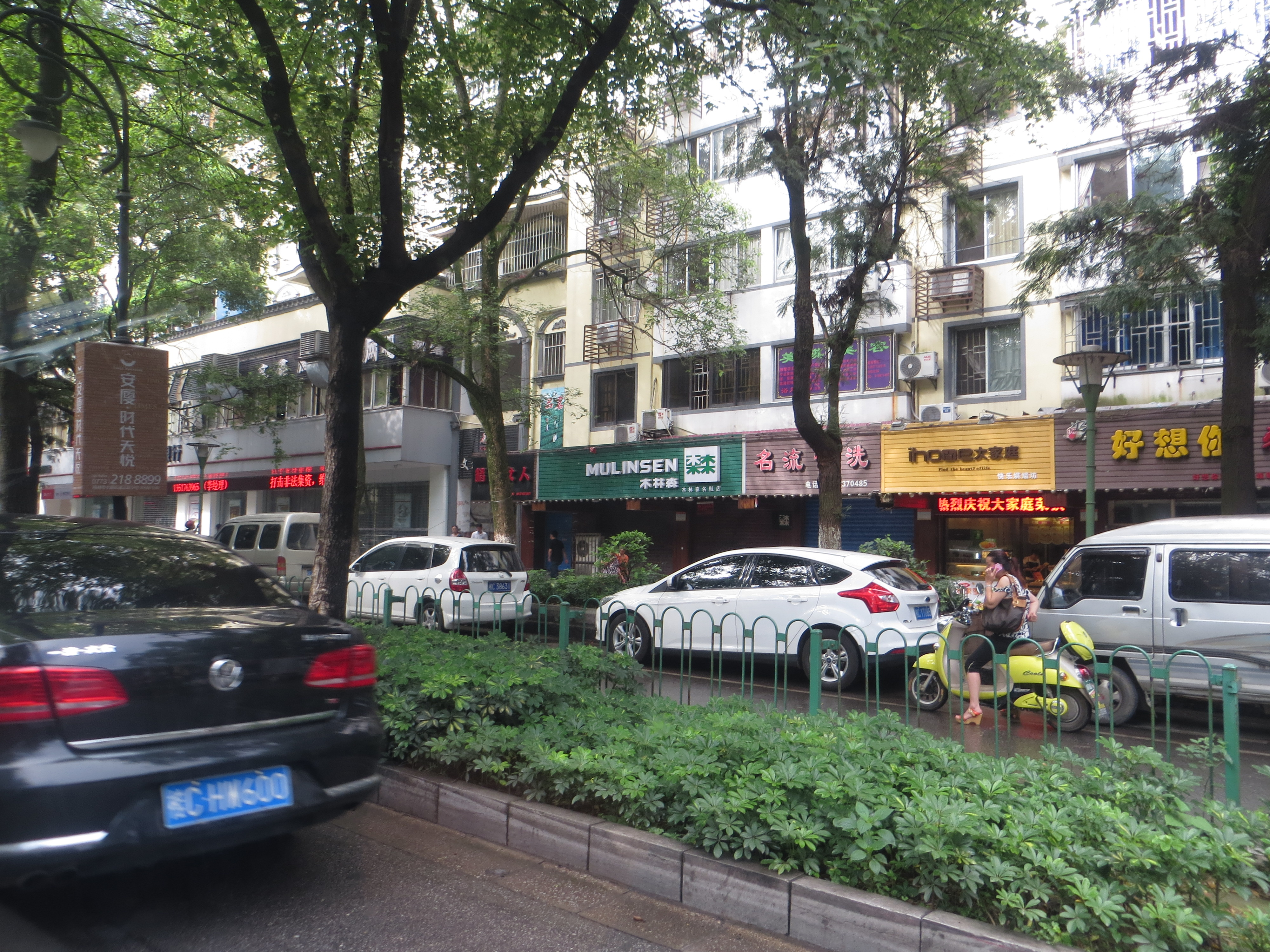
廣西小型玉石商鋪

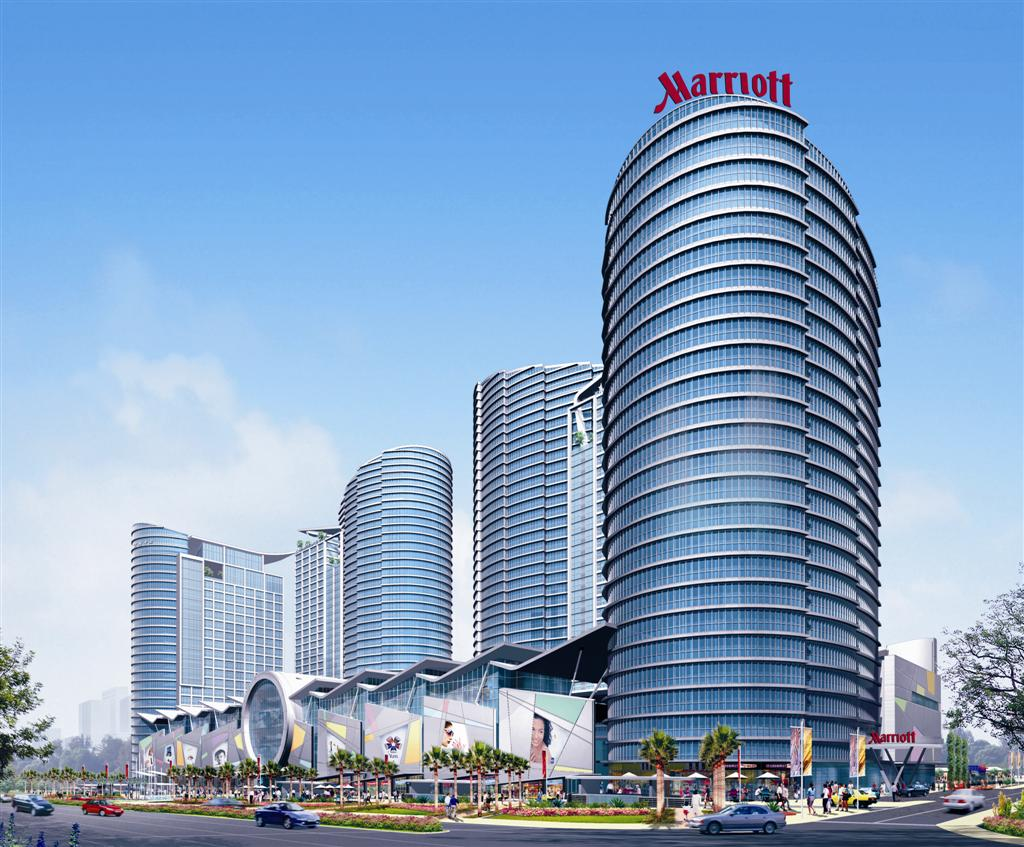
南寧萬豪酒店

广西壮族自治区经济是中国经济发展中等的省级行政区之一，2005年以来GDP总量一直稳居全国第17位（参见中华人民共和国省级行政区地区生产总值列表）。
广西壮族自治区在中国各省区中可称之农业大省，2007年第一产业占国内生产总值比重仅次于海南省居全国第2位。1979-2007年29年，按绝对数比较，2007年GDP总量为1978年的77.60倍；按可比价格比较（全国平均物价水平推算），GDP年平均增长率10.2%，高于同期全国9.8%年平均增长率，增长速度次于新疆、北京等九省市区居全国第十位（参见中华人民共和国省级行政区地区生产总值列表）。2002年-2008年，广西GDP连续7年保持10%以上的年增长率。1978年，广西GDP总量位居全国第20位，到2005年开始升至第17位；1994年GDP突破1千亿元，2007年突破5千亿元。GDP人均值，1990年突破1千元，2006年突破1万元。
2007年广西GDP总量（最终核实数）达到5,885.88亿元，与上年相比增幅达到14.9%，占全国的比重达到2.2%；其中第一产业1,264.58亿元，占21.48%；第二产业2,335.39亿元，占39.68%；第三产业2,285.91亿元，占38.84%；广西人均GDP达到12,408元，次于宁夏、四川和江西等25省份居第26位。根据出初步核算的结果，2008年广西GDP总量达到7,171.58亿元，人均GDP为14,966元。

## 三大产业

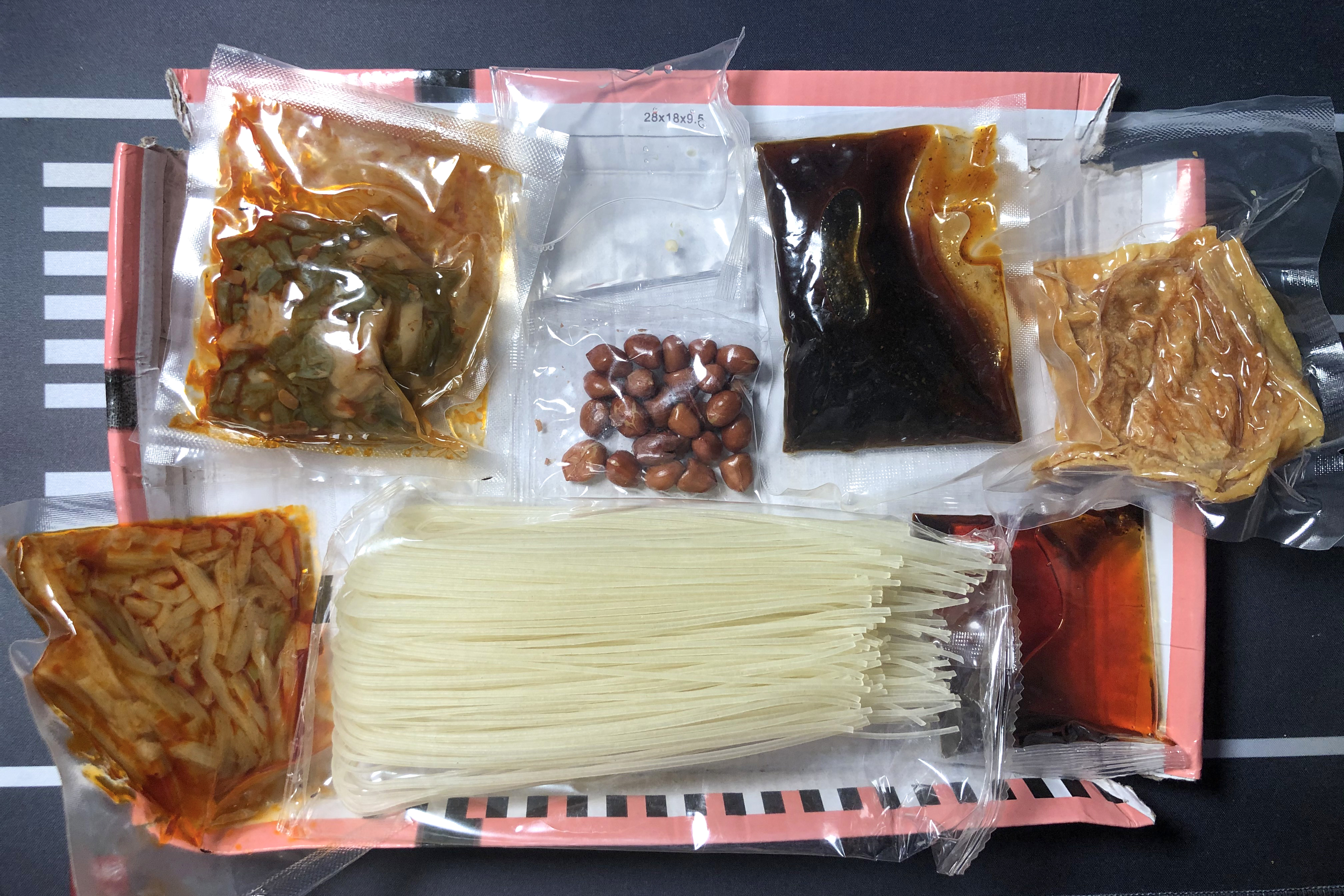
螺蛳粉产业2015年以来在广西不断发展

广西壮族自治区农业经济占有重要地位，也是中国热带水果的主产地之一，其他经济作物有烟草、麻类、香料。广西是中国的甘蔗种植基地，制糖业基地。广西沿海珍珠养殖也十分著名。广西水利资源丰富，理论蕴藏量2133万千瓦，可开发装机容量1751万千瓦。广西红水河被誉为中国水电的“富矿”。已建成大化、天生桥、岩滩、恶滩、天生桥等大型水电站。在建的龙滩水电站总装机容量为540万千瓦，是中国西部开发的标志性工程。广西铝土矿探明储量6.5亿吨。平果铝矿是中国最大的铝业基地。广西旅游资源丰富，桂林市是世界著名的旅游胜地。广西跨省区流动的就业劳务人员比重较大，但多集中于广东境内的泛珠三角区域。近年在广西沿海的北部湾地区积极发展石油化工项目，前景预计较为可观。

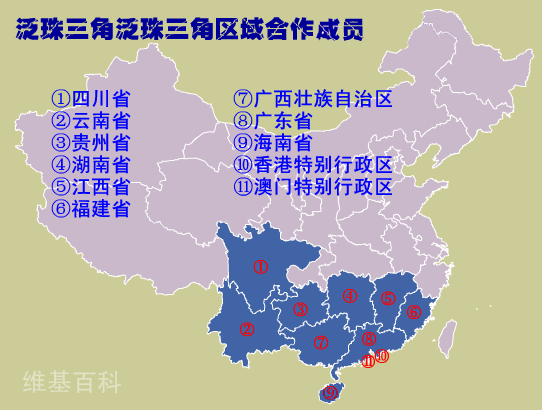
區域經濟整合

| 第一产业                   | 第二产业                                     | 第三产业     |
| 1,264.58亿元               | 2,335.39亿元                                 | 2,285.91亿元 |
| 中国热带水果的主产地之一   | 制糖业基地                                   | 桂林旅游胜地 |
| 经济作物有烟草、麻类、香料 | 平果铝矿是中国最大的铝业基地                 | 劳务输出     |
| 中国的甘蔗种植基地         |                                              |              |
| 沿海珍珠养殖               | 大化、天生桥、岩滩、恶滩、天生桥等大型水电站 |              |
|                            | 沿海北部湾勘探石油                           |              |

## 对外贸易和区域经济
广西壮族自治区是中国西部唯一沿海的省份，同时也是唯一沿海的自治区，又处于中国—东盟自由贸易区的前沿和枢纽位置，西部大开发、中国—东盟自由贸易区建设、泛珠三角经济区合作等一系列优势条件正在此叠加，广西壮族自治区经济、社会发展得到明显支撑。北部湾经济区，泛北部湾经济合作论坛。